# Raúl Castro (Wasserballspieler)
Raúl Mauricio Castro Nilsón (* 17. Mai 1919 in Montevideo; † nach 1951) war ein uruguayischer Schwimmer und Wasserballspieler.
Castro gehörte dem uruguayischen Aufgebot bei den Olympischen Sommerspielen 1948 in London an. Bei den Spielen in England war er Mitglied der Wasserballmannschaft und belegte mit dem Team den 13. Platz im von Italien gewonnenen olympischen Turnier. Er nahm zudem mit der uruguayischen Mannschaft an den Panamerikanischen Spielen 1951 in Buenos Aires teil. Dort startete er im Schwimmen.